# یواس‌اس آر-۱۹ (اس‌اس-۹۶)
یواس‌اس آر-۱۹ (اس‌اس-۹۶) (به انگلیسی: USS R-19 (SS-96)) یک زیردریایی بود که طول آن ۱۸۶ فوت ۲ اینچ (۵۶٫۷۴ متر) بود. این زیردریایی در سال ۱۹۱۸ ساخته شد.